# Le Sortilège malais
Le Sortilège malais (titre original : The Casuarina Tree) est un recueil de six nouvelles de William Somerset Maugham publié en 1926.

## Sommaire
- « Avant la garden-party »
- « P. and O. »
- « Le Poste dans la brousse »
- « La Force des choses »
- « La Goutte jaune »
- « L’Affaire Crosbie »

## Éditions/traductions
- The Casuarina Tree – Six Stories, The Collected Edition, Heinemann, London, 1966 (first pub. 1926).
- Le sortilège malais, trad. Mme E.R. Blanchet, Les Éditions de France, 1929
- Le Sortilège malais, trad. Mme E.R. Blanchet, Le Livre de Poche, Librairie Générale Française, 1959
- Le Sortilège malais, 10/18, 1995